# Liste der Monuments historiques in Génicourt
Die Liste der Monuments historiques in Génicourt führt die Monuments historiques in der französischen Gemeinde Génicourt auf.

## Liste der Bauwerke
| Bezeichnung                      | Beschreibung | Standort | Kennzeichnung | Schutzstatus | Datum | Bild           |
| -------------------------------- | ------------ | -------- | ------------- | ------------ | ----- | -------------- |
| Ruine der alten Kirche St-Pierre |              | (Lage)   | PA00080070    | Classé       | 1944  | weitere Bilder |

## Liste der Objekte
- Monuments historiques (Objekte) in Génicourt in der Base Palissy des französischen Kultusministeriums